# Gaston du Fresne Beaucourt
Gaston du Fresne markis av Beaucourt, född 1833, död 1911, var en fransk historisk författare.
Beaucourt grundade 1866 tidskriften Revue des questiones historiques. Hans främsta verk är Historie de Charles VII (6 band, 1881–1891).